# Біноміальний ряд
Біноміальний ряд це ряд Маклорена для функції {\displaystyle f(x)=(1+x)^{\alpha }}, де {\displaystyle \alpha \in \mathbb {C} } і {\displaystyle |x|<1} . Біноміальний ряд є узагальненням полінома, який отримується зі співвідношення для біноміальної формули, наприклад, {\displaystyle (1+x)^{n}} для цілого невід'ємного числа {\displaystyle n}. 

У явній формі записується так:

| {\displaystyle {\begin{aligned}(1+x)^{\alpha }=\sum _{k=0}^{\infty }\;{\binom {\alpha }{k}}\;x^{k}=1+\alpha x+{\frac {\alpha (\alpha -1)}{2!}}x^{2}+{\frac {\alpha (\alpha -1)(\alpha -2)}{3!}}x^{3}+\cdots .\end{aligned}}} | \| \| \| \| \| \| \| \| | (1) |
| |                         |     |
| |                         |     |
де коефіцієнти степеневого ряду у правій частині виражаються через (узагальнені) біноміальні коефіцієнти {\displaystyle {\binom {\alpha }{k}}:={\frac {\alpha (\alpha -1)(\alpha -2)\cdots (\alpha -k+1)}{k!}}.}

## Збіжність

### Умовизбіжності
Збіжність залежить від значень комплексних чисел {\displaystyle \alpha } і {\displaystyle x}. Точніше:
1. Якщо {\displaystyle |x|<1}, то ряд збігається абсолютно для будь-якого комплексного числа {\displaystyle \alpha }.
2. Якщо {\displaystyle |x|=1}, то ряд збігається абсолютно тоді й лише тоді, коли або {\displaystyle \operatorname {Re} (\alpha )>0}, або {\displaystyle \alpha =0}, де {\displaystyle \operatorname {Re} (\alpha )} — дійсна частина числа~{\displaystyle \alpha }.
3. Якщо {\displaystyle |x|=1} і {\displaystyle x\neq -1}, то ряд збігається тоді й лише тоді, коли {\displaystyle \operatorname {Re} (\alpha )>-1}.
4. Якщо {\displaystyle x=-1}, то ряд збігається тоді й лише тоді, коли {\displaystyle \operatorname {Re} (\alpha )>0} або {\displaystyle \alpha =0}.
5. Якщо {\displaystyle |x|>1}, то ряд розбігається, окрім випадків, коли {\displaystyle \alpha } є невід'ємним цілим числом, у цьому випадку ряд є скінченною сумою.

Зокрема, якщо {\displaystyle \alpha } не є цілим невід'ємним числом, ситуація на межі кругу збіжності, {\displaystyle |x|=1}, визначається наступним чином:
- Якщо {\displaystyle \operatorname {Re} (\alpha )>0}, то ряд збігається абсолютно.
- Якщо {\displaystyle -1<\operatorname {Re} (\alpha )\leq 0}, то ряд умовно збігається, якщо {\displaystyle x\neq -1}, і розбігається, якщо {\displaystyle x=-1}.
- Якщо {\displaystyle \operatorname {Re} (\alpha )\leq -1}, то ряд розбігається.

### Тотожності, які будуть використані в доведенні
Для будь-якого комплексного числа {\displaystyle \alpha } виконується наступне:
{\displaystyle {\alpha  \choose 0}=1,}

| {\displaystyle {\alpha \choose k+1}={\alpha \choose k}{\frac {\alpha -k}{k+1}},} | \| \| \| \| \| \| \| \| | (2) |
|                                                                                  |                         |     |
|                                                                                  |                         |     |

| {\displaystyle {\alpha \choose k-1}+{\alpha \choose k}={\alpha +1 \choose k}.} | \| \| \| \| \| \| \| \| | (3) |
|                                                                                |                         |     |
|                                                                                |                         |     |
За умови, що {\displaystyle \alpha } є невід'ємним цілим числом (у цьому випадку біноміальні коефіцієнти перетворюються у нуль, якщо {\displaystyle k} більше ніж {\displaystyle \alpha }), корисне є наступне асимптотичне співвідношення для біноміальних коефіцієнтів у нотації Ландау:

| {\displaystyle {\alpha \choose k}={\frac {(-1)^{k}}{\Gamma (-\alpha )k^{1+\alpha }}}(1+o(1)),\quad {\text{при }}k\to \infty .} | \| \| \| \| \| \| \| \| | (4) |
| |                         |     |
| |                         |     |
Це, по суті, еквівалентно означенню Ейлера для гамма-функції:
{\displaystyle \Gamma (z)=\lim _{k\to \infty }{\frac {k!\;k^{z}}{z\;(z+1)\cdots (z+k)}},}

і відразу передбачає більш грубі оцінки:

| {\displaystyle {\frac {m}{k^{1+\operatorname {Re} \alpha }}}\leq \left\|{\alpha \choose k}\right\|\leq {\frac {M}{k^{1+\operatorname {Re} \alpha }}},} | \| \| \| \| \| \| \| \| | (5) |
| |                         |     |
| |                         |     |
для деяких додатних констант {\displaystyle m} і {\displaystyle M}.

Формулу (2) для узагальненого біноміального коефіцієнта можна переписати у вигляді

| {\displaystyle {\alpha \choose k}=\prod _{j=1}^{k}\left({\frac {\alpha +1}{j}}-1\right).} | \| \| \| \| \| \| \| \| | (6) |
|                                                                                           |                         |     |
|                                                                                           |                         |     |

### Доведення
Щоб довести властивості (1) і (5), будемо застосовувати ознаку Даламбера та використовувати формулу (2), щоб показати, що завжди, якщо {\displaystyle \alpha } не є цілим невід'ємним числом, радіус збіжності дорівнює рівно 1. Властивість (2) випливає з формули (5) з використанням ознаки порівняння із p-рядомp-рядом
{\displaystyle \sum _{k=1}^{\infty }{\frac {1}{k^{p}}},}

де {\displaystyle p=1+\operatorname {Re} \alpha }. Щоб довести властивість (3), спочатку використаємо формулу (3), щоб отримати

| {\displaystyle (1+x)\sum _{k=0}^{n}\;{\alpha \choose k}\;x^{k}=\sum _{k=0}^{n}\;{\alpha +1 \choose k}\;x^{k}+{\alpha \choose n}\;x^{n+1},} | \| \| \| \| \| \| \| \| | (7) |
| |                         |     |
| |                         |     |
а потім знову використаємо властивість (2) і формулу (5), щоб довести збіжність правої частини, коли {\displaystyle \operatorname {Re} \alpha >-1}. З іншого боку, знову за формулою (5), ряд не збігається, якщо {\displaystyle |x|=1} і {\displaystyle \operatorname {Re} \alpha \leq -1}. Крім того, можна помітити, що для всіх {\displaystyle j}, {\textstyle \left|{\frac {\alpha +1}{j}}-1\right|\geq 1-{\frac {\operatorname {Re} \alpha +1}{j}}\geq 1}. Таким чином, за формулою (6), для всіх {\textstyle k,\left|{\alpha  \choose k}\right|\geq 1}. Це завершує доведення властивості (3). Для доведення властивості (4) використовуємо тотожність (7), яка була описана вище, для {\displaystyle x=-1} і {\displaystyle \alpha -1} замість {\displaystyle \alpha }, разом із формулою~(4), щоб отримати
{\displaystyle \sum _{k=0}^{n}{\alpha  \choose k}(-1)^{k}={\alpha -1 \choose n}(-1)^{n}={\frac {1}{\Gamma (-\alpha +1)n^{\alpha }}}(1+o(1)),\quad {\text{якщо }}n\to \infty .}
Властивість (4) тепер випливає з асимптотичної поведінки послідовності {\displaystyle n^{-\alpha }=\mathrm {e} ^{-\alpha \log(n)}} (Звичайно {\displaystyle \left|\mathrm {e} ^{-\alpha \log n}\right|=\mathrm {e} ^{-\operatorname {Re} \alpha \log n}} збігається до {\displaystyle 0}, якщо {\displaystyle \operatorname {Re} \alpha >0} та розбігається до {\displaystyle +\infty }, якщо {\displaystyle \operatorname {Re} \alpha <0}. Якщо {\displaystyle \operatorname {Re} \alpha =0}, тоді {\displaystyle n^{-\alpha }=\mathrm {e} ^{-\mathrm {i} \operatorname {Im} \alpha \log n}} збігається тоді й лише тоді, коли послідовність {\displaystyle \operatorname {Im} \alpha \log n} збігається {\displaystyle \operatorname {mod} 2\pi }, що, звичайно, вірно, якщо {\displaystyle \alpha =0}, але невірно, якщо {\displaystyle \operatorname {Im} \alpha \neq 0}: в останньому випадку послідовність збігається {\displaystyle \operatorname {mod} 2\pi }, з огляду на те, що {\displaystyle \log n} розбігається і {\displaystyle \log(n+1)-\log n} збігається до нуля).

## Підсумовування біноміального ряду
Звичайний спосіб обчислення суми біноміального ряду полягає в наступному. Почленно продиференціювавши біноміальний ряд в межах радіуса збіжності {\displaystyle |x|<1} і використавши формули (1), отримаємо, що сума ряду є аналітичною функцією, яка є розв'язком звичайного диференціального рівняння {\displaystyle (1+x)u'(x)-\alpha u(x)=0} з початковою умовою {\displaystyle u(0)=1}. Єдиним розв'язком цієї задачі є функція {\displaystyle u(x)=(1+x)^{\alpha }}. Дійсно, використавши інтегрувальний множник {\displaystyle (1+x)^{-\alpha -1}}, отримаємо
{\displaystyle 0=(1+x)^{-\alpha }u'(x)-\alpha (1+x)^{-\alpha -1}u(x)={\big [}(1+x)^{-\alpha }u(x){\big ]}'.}
Отже, функція {\displaystyle (1+x)^{-\alpha }u(x)} є константою, яка, згідно з початковою умовою, дорівнює~1. Тобто {\displaystyle u(x)=(1+x)^{\alpha }} є сумою біноміального ряду для {\displaystyle |x|<1}. Рівність поширюється на {\displaystyle |x|=1} завжди, коли ряд збігається, як наслідок теореми Абеля та неперервності функції {\displaystyle (1+x)^{\alpha }}.

## Від'ємний біноміальний ряд
Із біноміальним рядом тісно пов'язаний від'ємний біноміальний ряд, визначений рядом Маклорена для функції {\displaystyle g(x)=(1-x)^{-\alpha }}, де {\displaystyle \alpha \in \mathbb {C} } і {\displaystyle |x|<1}. 
Формулу ряда можна записати як:
{\displaystyle {\begin{aligned}{\frac {1}{(1-x)^{\alpha }}}&=\sum _{k=0}^{\infty }\;{\frac {g^{(k)}(0)}{k!}}x^{k}\\&=1+\alpha x+{\frac {\alpha (\alpha +1)}{2!}}x^{2}+{\frac {\alpha (\alpha +1)(\alpha +2)}{3!}}x^{3}+\cdots ,\end{aligned}}}
Де мультимножинний коефіцієнт:
{\displaystyle \left(\!\!{\alpha  \choose k}\!\!\right):={\alpha +k-1 \choose k}={\frac {\alpha (\alpha +1)(\alpha +2)\cdots (\alpha +k-1)}{k!}}.}

## Спеціальні випадки
Якщо {\displaystyle \alpha }  - невід'ємне ціле число {\displaystyle n}, то член {\displaystyle x^{n+1}} і всі наступні члени ряду дорівнюють {\displaystyle 0}, оскільки кожен добуток містить множник {\displaystyle (n-n)}. 
В такому випадку, у цьому випадку ряд скінченний, а коефіцієнти представлляють собою алгебраїчну біноміальну формулу коефіцієнтів.
{\displaystyle {n \choose k}=C_{n}^{k}={\frac {n!}{k!\;(n-k)!}}}

Якщо {\displaystyle \alpha } є натуральним числом, то очевидними є кілька спеціальних послідовностей. 
У випадку, якщо {\displaystyle \alpha =1} , то отримаємо ряд {\displaystyle 1+x+x^{2}+x^{3}+\cdots }, де коефіцієнт кожного члена ряду дорівнює 1. 
У випадку {\displaystyle \alpha =2} отримаємо ряд {\displaystyle 1+2x+3x^{2}+4x^{3}+\cdots }, який має натуральні числа як коефіцієнти. 
У випадку {\displaystyle \alpha =3} отримаємо ряд {\displaystyle 1+3x+6x^{2}+10x^{3}+\cdots }, який має трикутні числа як коефіцієнти. 
У випадку {\displaystyle \alpha =4} отримаємо ряд {\displaystyle 1+4x+10x^{2}+20x^{3}+\cdots }, який має тетраедричні числа як коефіцієнти, і аналогічно для вищих наткральних значень {\displaystyle \alpha }.
Від'ємний біноміальний ряд включає випадок геометричного ряду, тобто степеневого ряду{\displaystyle {\frac {1}{1-x}}=\sum _{n=0}^{\infty }x^{n}}(це від'ємний біноміальний ряд, якщо {\displaystyle \alpha =1}, що збігається у крузі {\displaystyle |x|<1}), та в більш загальному випадку, ряди, отримані диференціюванням геометричних степеневих рядів: {\displaystyle {\frac {1}{(1-x)^{n}}}={\frac {1}{(n-1)!}}{\frac {\mathrm {d} ^{n-1}}{\mathrm {d} x^{n-1}}}{\frac {1}{1-x}},}
де {\displaystyle \alpha =n} — натуральне число.

## Історія
Перші результати щодо біноміальних рядів для показників, відмінних від натуральних чисел, були дані Ісааком Ньютоном під час дослідження площ, утворених під певними кривими. Джон Уолліс спирався на цю роботу, розглядаючи вирази у формі {\displaystyle y=(1-x^{2})^{m}}, де {\displaystyle m} — дріб. Він показав, що послідовні коефіцієнти {\displaystyle c_{k}} від {\displaystyle (-x^{2})^{k}} можна знайти шляхом множення попереднього коефіцієнта на {\displaystyle {\frac {m-(k-1)}{k}}} (як у випадку цілих степенів), тим самим неявно даючи формулу для цих коефіцієнтів. Він явно представив наступні випадки
{\displaystyle (1-x^{2})^{1/2}=1-{\frac {x^{2}}{2}}-{\frac {x^{4}}{8}}-{\frac {x^{6}}{16}}-\cdots ,}
{\displaystyle (1-x^{2})^{3/2}=1-{\frac {3x^{2}}{2}}+{\frac {3x^{4}}{8}}+{\frac {x^{6}}{16}}+\cdots ,}
{\displaystyle (1-x^{2})^{1/3}=1-{\frac {x^{2}}{3}}-{\frac {x^{4}}{9}}-{\frac {5x^{6}}{81}}-\cdots .}
Тому біноміальний ряд іноді називають біноміальною теоремою Ньютона. Ньютон не наводив жодних доведень і не говорив чітко про природу цього ряду. Пізніше, у 1826 році, Нільс Хенрік Абель обговорював цю тему в статті, опублікованій у Журналі Крелла, зокрема розглядаючи питання збіжності.

## Виноски